# Paragorgia yutlinux
Paragorgia yutlinux is een zachte koraalsoort uit de familie Paragorgiidae. De koraalsoort komt uit het geslacht Paragorgia. Paragorgia yutlinux werd in 2005 voor het eerst wetenschappelijk beschreven door Sánchez. 